# Gunner (football américain)

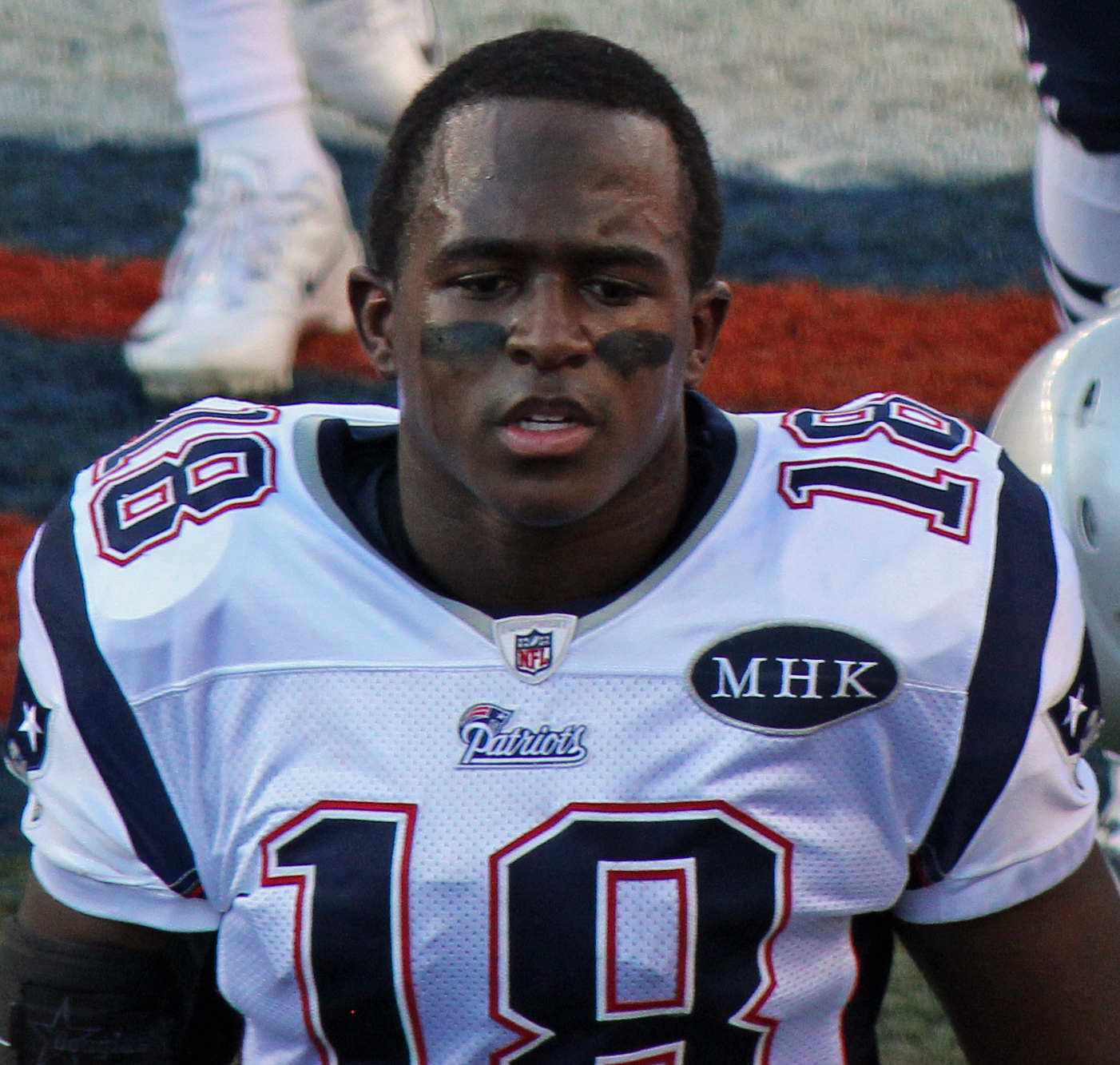
Matthew Slater, Gunner réputé, avec les Patriots en 2011.

Un Gunner (aussi parfois appelé « shooter », « flyer », « headhunter », ou « kamikaze ») est un joueur de football américain qui évolue au sein des unités spéciales.
Il est chargé, lors des kickoffs et des punts, de courir le plus vite possible vers le « kick returner » ou le « punt returner » pour tenter de le plaquer,. Ce genre de joueur doit posséder diverses techniques pour éviter les plaqueurs adverses et être très agile pour changer très rapidement de direction lors de sa course. Ils doivent également pouvoir bloquer ou réceptionner.
Le terme jammer fait référence au joueur chargé de bloquer le gunner de l'équipe qui effectue le coup de pied.
La plupart jouent également aux postes de safety, cornerback ou wide receiver généralement en tant que remplaçant.
En France, on parle plus généralement de chasseur pour désigner les joueurs évoluant à ce poste.
Steve Tasker, pro bowler à 7 reprises, est considéré comme l'un des meilleurs Gunner de l'histoire de la NFL. Le pro bowler Bill Bates (en), joueur des Cowboys de Dallas dans les années 1980 et 1990, était un Gunner réputé pour ses jeux audacieux. Matthew Slater, pro bowler à dix reprises et joueur des Patriots de la Nouvelle-Angleterre, est considéré comme un Gunner de premier plan, ayant grandement contribué à la victoire de sa franchise lors des Super Bowls XLIX, LI et LII.